# Блудный сын (картина Босха)
«Блудный сын» («Путник», «Странник», «Пилигрим») — картина нидерландского художника Иеронима Босха. Приобретена в 1931 году голландским музеем Бойманса в Роттердаме; на тот момент именовалась «Торговец вразнос». Была участницей самой первой посвящённой Босху выставки (1936).
Картина знаменует собой последний этап в творчестве художника и отличается строгой и сбалансированной композицией, тонкой нюансировкой приглушённой и лаконичной гаммы красок.
В эпоху позднего Средневековья считалось, что земная жизнь — странствие человека от рождения до смерти, а потому понятие странника имело огромное значение в христианской жизни. Аллегорические изображения странника тщательно изучались, зрители искали намёки на опасности и искушения, на то, что следует делать в этой жизни, а от чего лучше отказаться.
Картина обнаруживает заметное сходство с изображением на внешних створках триптиха «Воз сена». Ещё более измождённый и оборванный скиталец изображён на фоне одного из самых изысканных пейзажей, выполненных художником. Приглушённый желтовато-серый колорит тонко передаёт пасмурный день, столь характерный для дождливой Голландии.

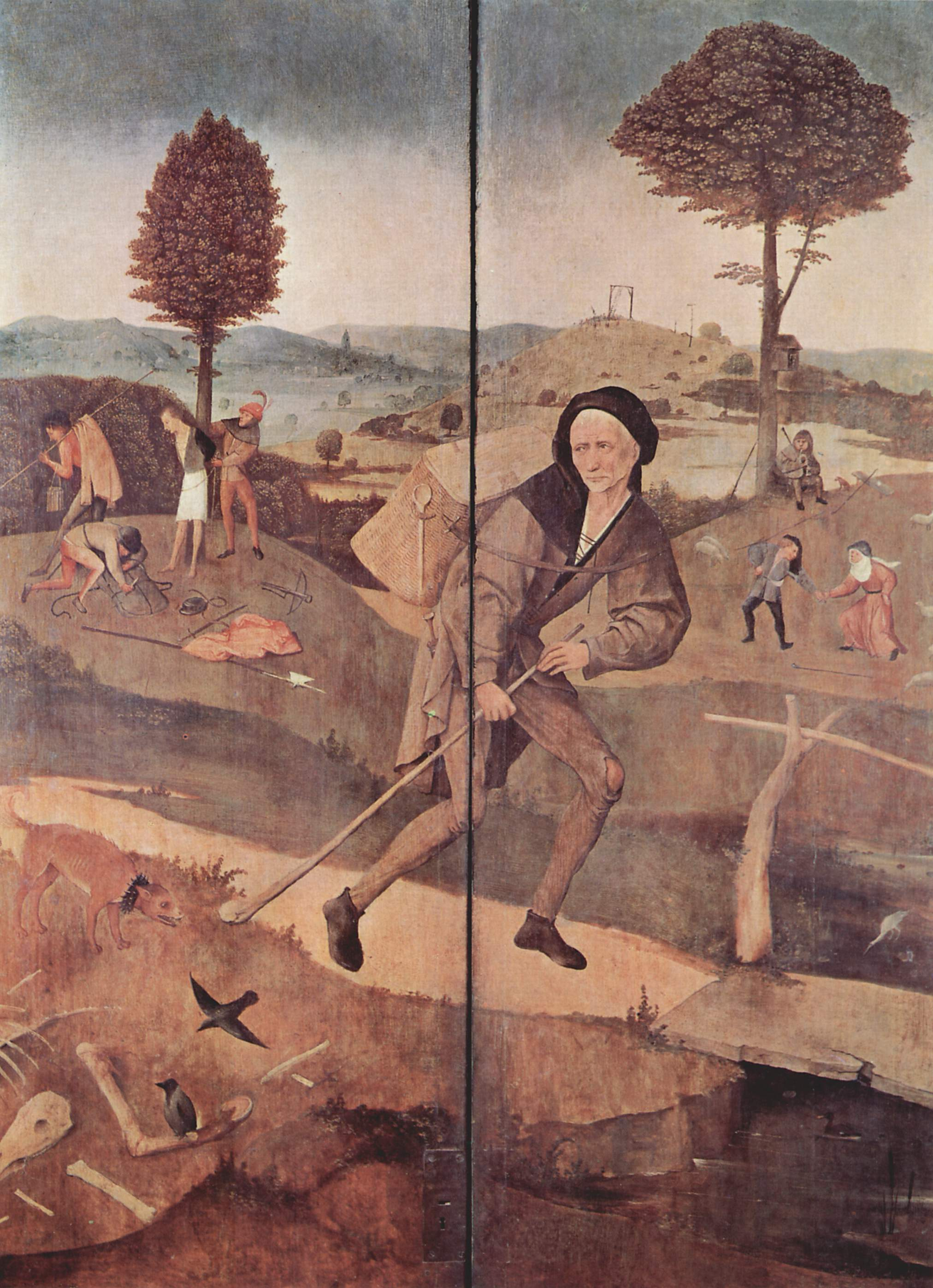
Внешние створки триптиха «Воз сена». «Путник» («Странник», «Пилигрим»)

Картина открывает пессимизм Босха, который повсюду видел опасности, подстерегающие человека. Скиталец по земной жизни должен преодолеть тысячи искушений и избежать коварных ловушек. За исключением собаки, которая тоже должна ассоциироваться с клеветой, все прочие опасности подстерегают здесь не плоть человека, а его дух. Прежде всего это полуразрушенная таверна слева, воплощающая в себе весь набор мирских соблазнов, которые дьявол посылает людям. О сомнительном характере этого заведения можно судить по его посетителям — справа мужчина, отойдя за угол, справляет нужду; в дверном проёме пара ведёт любовную игру; в окне с выбитыми стёклами и полуоторванными ставнями видна голова женщины, с любопытством выглядывающая наружу. По одной из версий, касающихся сюжета картины, считается, что посетитель, которого поджидает женщина, — и есть сам странник, который, миновав таверну на своём пути, теперь остановился в раздумье, привлечённый теми удовольствиями, которые она сулит. Одежда пилигрима и все его дорожные «аксессуары» символически объясняют его нынешний плачевный вид, греховные наклонности, доведшие странника до такого состояния, и готовность вновь поддаться искушению. В сравнении с персонажем триптиха «Воз сена», душевное состояние пилигрима передано конкретней и непосредственней — Босх изменил его жест: если на створках триптиха он отбивался от собаки, то в роттердамской версии он колеблется в нерешительности, полуобернувшись к таверне с почти страдальческим лицом.